# Black Coffee (песня Сары Воан)
«Black Coffee» (с англ. — «Чёрный кофе») — песня 1948 года Сонни Бёрка на слова Пола Фрэнсиса Уэбстера. В 1949 году песню записала Сара Воан в аранжировке Джо Липмана. Песня попала в чарт журнала Billboard на 13-ю позицию, а также была признана самой популярной ритм-н-блюзовой записью среди диск-жокеев.
Впоследствии песню перезаписывали другие исполнители и она стала джазовым стандартом.

## Отзывы критиков
В журнале Cash Box описали песню так: «Необычный кусочек воска, в котором Сара воплощает ещё одно блестящее исполнение ... и хотя это не танцевальный материал, он определенно заставит вас послушать и обратить пристальное внимание».

## Список композиций
A. «Black Coffee» — 3:14
B. «As You Desire Me» (Элли Врубель) — 2:33

## Участники записи
- Сара Воан — вокал
- Джо Липман — аранжировка, дирижёр
- Боб Хаггарт — бас
- Джимми Максвелл — труба
- Банни Шоукер — ударные
- Билли Роуленд — фортепиано